# Ґленн Петровіч
Ґленн Петровіч (англ. Glenn Petrovic; нар. 1 січня 1957) — колишній американський тенісист.
Найвищу одиночну позицію світового рейтингу — 199 місце досяг 26 грудня 1979 року.
Найвищим досягненням на турнірах Великого шолома було 2 коло в парному розряді.

## Титули ATP Челленджер

### Одиночний розряд: (1)
| Ранг | Дата     | Турнір                           | Покриття | Суперники     | Рахунок  |
| ---- | -------- | -------------------------------- | -------- | ------------- | -------- |
| 1.   | Жов 1979 | Huntington Beach Challenger, США | Тверде   | Марсел Фріман | 6–4, 6–2 |